# Jan Zdanowicz (oficer)

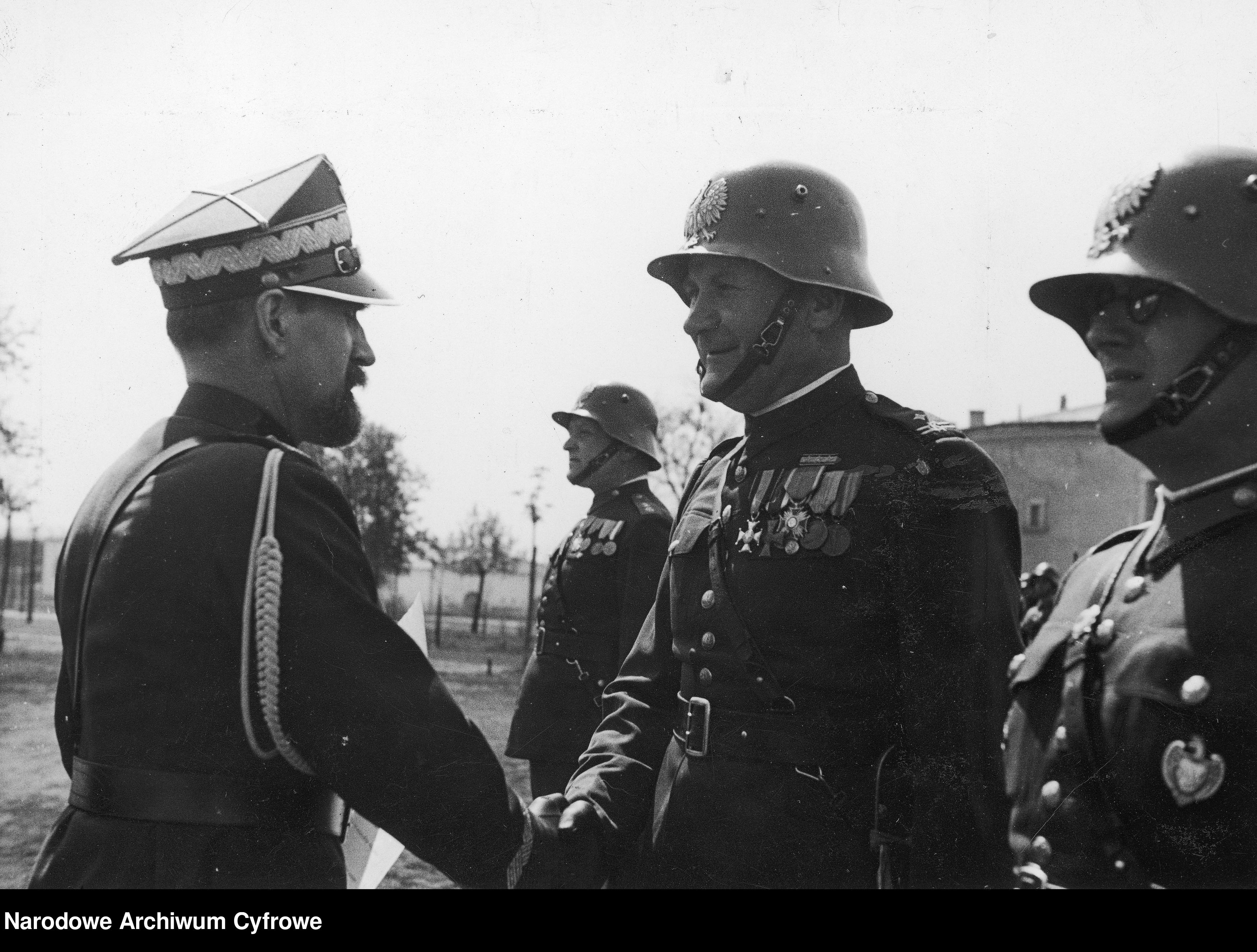
26 kwietnia 1939 w czasie obchodów Święta Grupy Rezerwy Policyjnej w Warszawie komendant główny PP gen. Kordian Józef Zamorski dekoruje nadkomisarza Jana Zdanowicza Złotym Krzyżem Zasługi

Jan Zdanowicz (ur. 18 marca 1897 w Szczuczynie, zm. ?) – major piechoty Wojska Polskiego i nadkomisarz Policji Państwowej oraz kawaler Orderu Virtuti Militari.

## Życiorys
Urodził się 18 marca 1897 w Szczuczynie, w ówczesnym powiecie lidzkim guberni wileńskiej, w rodzinie Adama i Katarzyny z Beniszów. W 1914 ukończył Wileńską Szkołę Leśną, rok później jako ochotnik wstąpił do armii rosyjskiej. W styczniu 1916, po ukończeniu szkoły oficerskiej w Kijowie, został przeniesiony do batalionu zapasowego, a później wysłany na front. Do 30 października 1917 walczył w szeregach 7 pułku grenadierów, w stopniu chorążego. Został dowódcą kompanii zwiadowców. Później wstąpił do III Korpusu Polskiego w Rosji, a po jego rozwiązaniu udał się przez Syberię i Daleki Wschód do Armii Polskiej we Francji, do której dołączył w październiku 1918. Służył w 3 pułku instrukcyjnym należącym do Dywizji Instrukcyjnej.
W szeregach 49 pułku piechoty walczył na wojnie z bolszewikami. Był trzykrotnie ranny: 24 marca, 27 kwietnia i 12 września 1920. Wyróżnił się w walkach pod wsią Iwankowce Chreptyjowskie. „8 kwietnia dowodząc II batalionem w sile 128 ludzi odparł kilka ataków bolszewików w sile 500 ludzi. Następnie, gdy bolszewicy zagrozili prawemu skrzydłu na czele 12 ludzi zaatakował bolszewików i zmusił ich do odwrotu. Przez całą noc z 8 na 9 kwietnia, nie mając łączności, odpierał ataki i sam kontratakował bolszewików. Następnie będąc w nocy na prawym skrzydle tylko z jednym łącznikiem wpadł do niewoli, skąd po kilku godzinach zbiegł. 10 kwietnia przed Kuczą mając w baonie 100 ludzi, gdy bolszewicy w sile 400 zbliżyli się do linii obronnej, swym przykładem porwał baon do kontrataku i zmusił nieprzyjaciela do panicznego odwrotu. 11 kwietnia otrzymawszy rozkaz zaatakowania wsi Borsukowce, mając w baonie 90 ludzi, zaatakował bolszewików broniących wsi w sile 600 pieszych, 50 konnych, przy 15 km, wybił ze wsi bolszewików biorąc 8 kar. maszyn., tabor i inny materiał wojenny. Przy wszystkich akcjach odznaczał się wielkim męstwem i przeprowadzał je z narażeniem własnego życia”. W listopadzie 1920 dowodził I batalionem 49 pp.
W 1921 został formalnie przeniesiony do rezerwy i jako oficer rezerwy zatrzymany w służbie czynnej, w macierzystym pułku. W 1926 przeniesiono go do Korpusu Ochrony Pogranicza. Pełnił służbę w 23 batalionie granicznym na stanowisku dowódcy 2. kompanii granicznej. 12 kwietnia 1927 został mianowany na stopień kapitana ze starszeństwem z 1 stycznia 1927 i 13. lokatą w korpusie oficerów piechoty. W marcu 1930 przeniesiony z KOP do 37 pułku piechoty w Kutnie. Następnie, w tym samym roku został przeniesiony do 71 pułku piechoty w Zambrowie na stanowisko komendanta powiatowego Przysposobienia Wojskowego Ostrów Mazowiecka, a trzy lata później do 58 pułku piechoty w Poznaniu na stanowisko dowódcy 8. kompanii. Po 5 czerwca 1935 przydzielono go na praktykę w Policji Państwowej. 22 kwietnia 1936 został mianowany z dniem 1 maja 1936 nadkomisarzem i dowódcą Grupy Rezerwy Policyjnej w Warszawie. Na tym stanowisku wziął udział w kampanii wrześniowej, a następnie ewakuował się przez Węgry do Rumunii. W międzyczasie został mianowany majorem rezerwy ze starszeństwem z 19 marca 1939 i 80. lokatą w korpusie oficerów piechoty.
Był żonaty z Euzebią, z którą miał dwóch synów – powstańców warszawskich: Adama Jana, ps. „Adam” (ur. 4 sierpnia 1923, zm. 15 sierpnia 1944), strzelca Batalionu AK „Wigry”, i Antoniego Euzebiusza, ps. „Gigant” (ur. 22 sierpnia 1924, zm. 31 sierpnia 1944), kaprala podchorążego Batalionu AK „Chrobry I”. Euzebia Zdanowicz (1898–1959) została pochowana na cmentarzu North Sheen w Londynie.

## Ordery i odznaczenia
- Krzyż Srebrny Orderu Wojskowego Virtuti Militari nr 1459[27] – 17 maja 1921[28][29][30]
- Krzyż Walecznych dwukrotnie[31][32]
- Złoty Krzyż Zasługi – 22 marca 1939[33]
- Medal Pamiątkowy za Wojnę 1918–1921[34]
- Medal Dziesięciolecia Odzyskanej Niepodległości[34]
- Odznaka za Rany i Kontuzje z trzema gwiazdkami[35]
- Odznaka pamiątkowa 18 Dywizji Piechoty[35]
- Odznaka pamiątkowa Ochotniczej Armii Józefa Hallera[35]
- Państwowa Odznaka Sportowa[35]
- Krzyż Oficerski Orderu Węgierskiego Zasługi – 1938 z okazji pobytu regenta Miklósa Horthyego w Polsce[36]
- Medal Zwycięstwa[37][34]

2 kwietnia 1936 Komitet Krzyża i Medalu Niepodległości odrzucił wniosek o nadanie mu tego odznaczenia „z powodu braku pracy niepodległościowej”.